# Maria Cristina Ferro de Carrasquilla
María Cristina Ferro de Carrasquilla (Ipiales, Nariño, 6 de mayo de 1947-Bogotá, 29 de julio de 2015) fue una microbióloga colombiana, investigadora en Leishmaniasis que trabajó por más de cuarenta años en el Instituto Nacional de Salud (INS). Sus aportes en el campo de la parasitología son reconocidos a nivel mundial y por ello una especie descubierta recientemente fue nombrada Lutzomyia ferroae. Las principales investigaciones de María Cristina se centraron en el estudio de los vectores de las leishmaniasis y la Encefalitis equina venezolana. Recibió el premio investigadora emérita del INS en 2007

## Biografía
Cursó la primaria en el Colegio Nuestra Señora de las Lajas en Ipiales. Posteriormente su familia se trasladó a Bogotá, ingresó al Colegio Santa Clara, donde inició sus estudios de bachillerato, los cuales concluyó en Madrid (España) en el Real Colegio de Santa Isabel-La Asunción. Ingresó a la Universidad de los Andes en Bogotá en donde estudió Microbiología, y terminó sus estudios de pregrado en 1969. En ese mismo año ingresó al Grupo de Entomología del Instituto Nacional de Salud, en donde comenzó a
desarrollar sus primeros trabajos e investigaciones sobre los vectores de la Leishmaniasis al lado de los
entomólogos Ernesto Osorno Mesa, Fenita Muñoz de Osorno y Alberto Morales Alarcón.
El estudio de la taxonomía, la biología y la ecología de los flebotominos la llevaría a tener gran reconocimiento
a nivel nacional e internacional.
Durante los años 1975 y 1976, habiendo obtenido una beca del British Council viajó a Londres (Inglaterra), en donde realizó una maestría en Parasitología Médica en la Escuela de Higiene y Medicina Tropical de Londres. A su regreso, se reintegró como profesional especializado al Laboratorio de Entomología del Instituto Nacional de Salud.
A partir de 1994 fue nombrada coordinadora de dicho Laboratorio, cargo que ejerció hasta su retiro en el 2005. Al año siguiente su vínculo con este Laboratorio se renovó en su calidad de asesora e investigadora en los diferentes proyectos con los
que siguió comprometida hasta el 2015. En el 2006, se incorporó al Comité Editorial de la Revista de Biomédica del Instituto Nacional de Salud, en el cual se
ocupó de la revisión editorial y la evaluación de los artículos en el campo de la Entomología. En el 2007, el Instituto le otorgó la distinción de “Investigadora Emérita”, como reconocimiento por “los inmensos servicios prestados a través de relevantes investigaciones
en leishmaniasis y encefalitis en el campo de la entomología médica, estudios científicos que han contribuido ostensiblemente a la generación del conocimiento en esta institución y al beneficio de la sociedad colombiana”.

## Áreas de investigación
Las principales investigaciones de María Cristina se centraron en el estudio de los vectores de las leishmaniasis y la Encefalitis equina venezolana. Su contribución ha sido muy valiosa en el estudio de los flebotominos de Colombia, pues describió tres nuevas especies de Lutzomyia (Lutzomyia torvida, Lutzomyia falcata y Lutzomyia tolimensis), hizo nuevos registros para el país, así como estudios sobre la distribución y la biología de varias especies de estos insectos y sobre los aspectos genéticos, aislamientos de Leishmania spp. y de nuevos virus a partir de los flebotominos, y trabajos de investigación sobre la incriminación, la capacidad vectorial, y los factores ambientales y ecológicos asociados con la transmisión de la leishmaniasis. Por su gran contribución en este campo, una nueva especie de Lutzomyia fue nominada en su honor como Lutzomyia ferroae.

## Premios y reconocimientos
- Premio al Investigador “Colciencias 1995”
- Clasificación del Laboratorio de Entomología, dirigido por ella, como “Grupo de Excelencia” y en la categoría “A” de la convocatoria de Grupos de Colciencias.
- Premio “Ernesto Osorno Mesa” en el Congreso de la Sociedad Colombiana de Entomología.
- Editora Asociada en la revista Biomédica del Instituto Nacional de Salud.
- Reconocimiento por parte de Colciencias como Investigador Sénior
- Mención de Honor en la categoría de “Ciencias Médicas y de Salud”
- Gran Premio a la Vida y Obra de los Investigadores Eméritos de Colombia, 2014, convocado por Colciencias y la revista

Semana, en “reconocimiento a sus aportes al desarrollo de la ciencia, la tecnología y la innovación en Colombia

## Principales publicaciones
Durante su trayectoria científica publicó más de 100 artículos y cuatro capítulos de libros; dirigió y asesoró varios trabajos de grado a nivel de pregrado y posgrado y participó en diferentes eventos científicos de carácter nacional e internacional sobre medicina tropical, parasitología y entomología.:
- Moffett, A., Strutz, S., Guda, N., González, C., Ferro, M. C., Sánchez-Cordero, V., & Sarkar, S. (2009). A global public database of disease vector and reservoir distributions. PLoS Negl Trop Dis, 3(3), e378.
- Villar, L. Á., Ocampo, C., & Ferro, M. C. (2013). La importancia creciente de las fiebres hemorrágicas en Colombia. Biomédica, 33, 5-8.